# Mark Kenly Domino Tan
Mark Kenly Domino Tan (født Ry) er tøjdesigner.
I 20014 modtog han Dansk Design Talent-prisen fra Magasin du Nord. Han vandt Bikubenfonden/Kronprinseparrets Stjernedryspris 2015